# Aphthona phyllanthae
Aphthona phyllanthae is een keversoort uit de familie bladkevers (Chrysomelidae). De wetenschappelijke naam van de soort werd in 2003 gepubliceerd door Prathapan & Konstantinov.